# Marina Yurlova

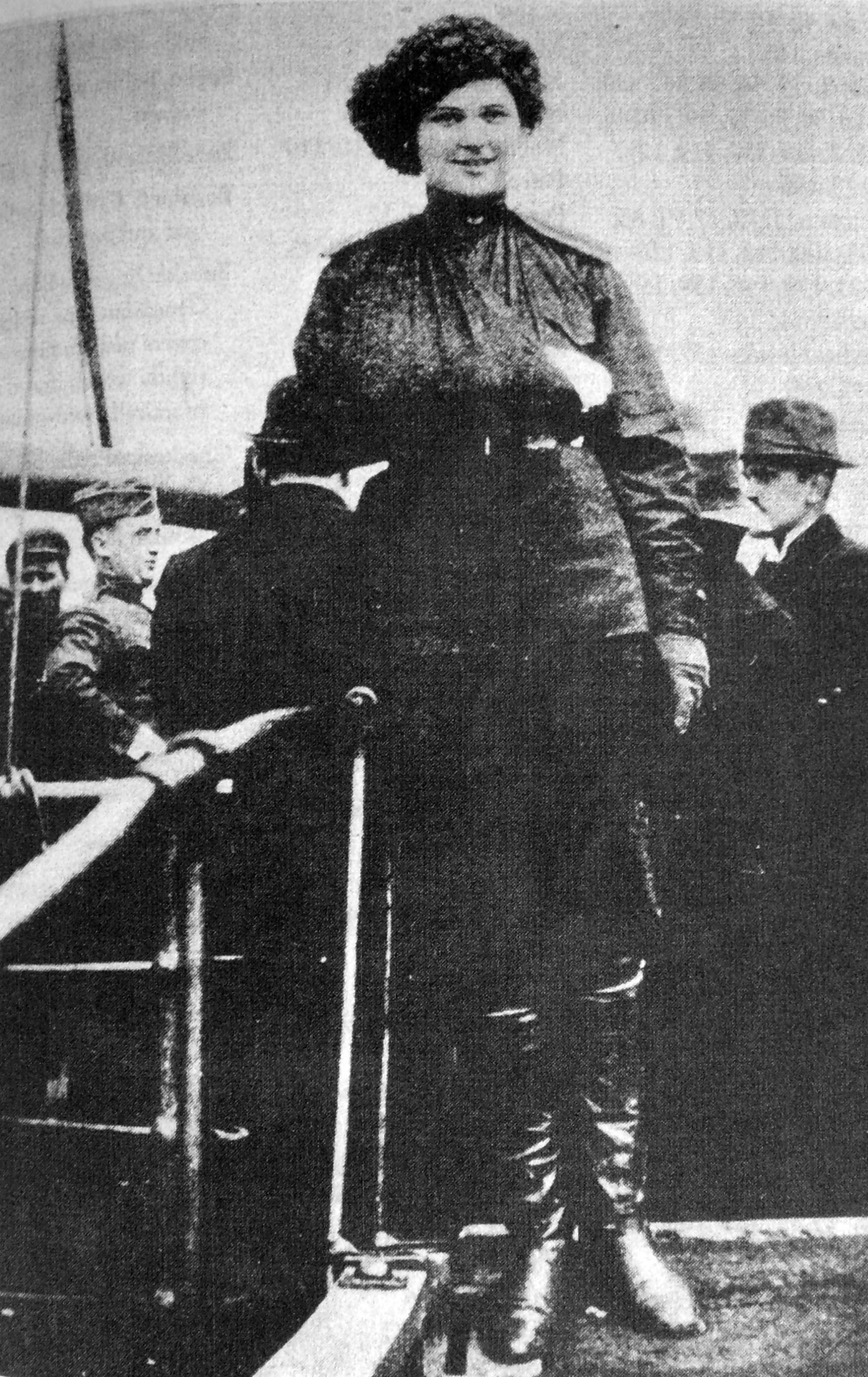
Marina Yurlova en 1919 à Vladivostok, lors de son embarquement pour le Japon.

Marina Maksimilianova Yurlova (en russe : Марина Максимилиановна Юрлова, Marina Maksimilianova Iourlova) est une actrice russe d'origine cosaque, née en 1900 dans le Kouban.
Elle s'est fait connaître par un récit autobiographique : Cossack Girl (1934), où elle décrit son parcours entre 1914 et 1919, débuté comme enfant-soldat volontaire dans une unité combattante cosaque, à travers la guerre sur le front russe de l'Est et la révolution bolchevique.

## Biographie
Marina Yurlova est née officiellement le 25 février 1900 dans la stanitsa Raïevskaïa de l’oblast du Kouban, à l'ouest du Caucase près de la Mer Noire.
Elle est la fille d'un colonel cosaque du Kouban. À la déclaration de guerre en 1914 elle quitte à jamais son foyer et réussit à s'intégrer dans un régiment cosaque du front de l'Est russe. Durant cinq années elle survit à la guerre, à ses blessures et à la révolution bolchevique avant de fuir au Japon en 1919 puis d'émigrer aux États-Unis. Elle y écrit Cossack girl en 1934, puis un second livre, Russia farewell en 1936, évoquant ses derniers mois en Russie et son séjour au Japon. Elle exerce diverses activités dont la danse et la sténographie, au Japon puis aux États-Unis, où elle épouse un cinéaste, William C. Hyer. Elle meurt à New York en 1984.

## Œuvres

### Cossack girl
- 1re édition U.S.A. 1934, traduction française : Fille de cosaque, 2015

Dans ce récit présenté comme autobiographique, Marina Yurlova raconte son départ abrupt de la maison familiale de Raïevskaïa pour le front de l'Est, le jour de la déclaration de guerre en 1914, elle est alors âgée de moins de 14 ans. Elle rêve de combats et se mêle aux femmes des cosaques voulant rejoindre leurs maris au front. Après un long périple en train elle est recueillie par un chef d'une unité cosaque appartenant à la sotnia de reconnaissance du 3e régiment cosaque d'Ekaterinodar (ancien nom de Krasnodar), où elle commence par entretenir les chevaux et effectuer diverses corvées.
Elle obtient de porter un uniforme après une difficile intégration, et commence à participer aux opérations militaires. Elle est blessée et seule rescapée lors du dynamitage d'un pont et évacuée vers l'arrière dans des conditions extrêmes. À son retour elle reçoit une première croix de Saint-Georges (4e classe), qu'elle estime ne pas mériter. De nouveau engagée dans diverses opérations et combats durant lesquels elle est témoin de nombreuses atrocités et de la situation terrible de l'armée russe du front de l'Est en marche à travers l'Arménie jusqu'à la Turquie, elle est blessée et à nouveau hospitalisée. Après sa guérison, elle est formée à la conduite des véhicules. De retour au front, elle va subir une grave commotion cérébrale lors d'un transport de blessés et sera considérée comme invalide en 1917. Après un parcours hospitalier difficile et un long traitement elle est contrainte d'évacuer vers l'est. Elle est alors emprisonnée à Kazan, et après un passage dans la légion tchèque et une nouvelle blessure, elle est internée dans un asile à Omsk. Elle en sort grâce à l'intervention directe d'un capitaine tchécoslovaque, pour partir vers l'extrême Est en traversant une partie de la Sibérie à pied en compagnie d'un groupe de soldats et de civils fuyant devant l'avancée bolchevique. De nouveau hospitalisée à Harbin puis Vladivostok, elle obtient un laissez-passer et embarque pour le Japon en 1919.
Son parcours est émaillé de nombreuses rencontres de personnes de diverses nationalités (Kurdes, Arméniens, Turcs, Tchèques, Russes sibériens…), et de protagonistes de la révolution russe. Les descriptions des nombreuses villes et régions traversées figurent dans son récit, ainsi que les événements de tous ordres auxquels elle a participé ou dont elle a été témoin. Le récit s'inscrit dans un contexte historique très précis, et ne conforte ni le régime soviétique ni les partisans de la Russie impériale, il reflète également les croyances et les préjugés de l'époque dans cette partie du monde. Tout au long de l'ouvrage, Marina Yurlova dépeint sa situation de jeune fille parmi des soldats en guerre et illustre l'esprit et la condition cosaque.

### Farewell RussiaouThe only woman(1936)
Marina Yurlova décrit dans son second livre, préfacé par Mark Kerr, ses derniers mois en Russie à l'hôpital de Vladivostok en compagnie d'officiers russes blessés, elle indique qu'elle a dû majorer son âge pour obtenir le visa japonais, et elle y présente une autre version de ses relations avec le capitaine tchécoslovaque. Elle relate sa traversée en bateau pour le Japon, puis détaille son séjour, ses rencontres et ses diverses activités, dont la danse, jusqu'à son départ pour les États-Unis.

## Commentaires

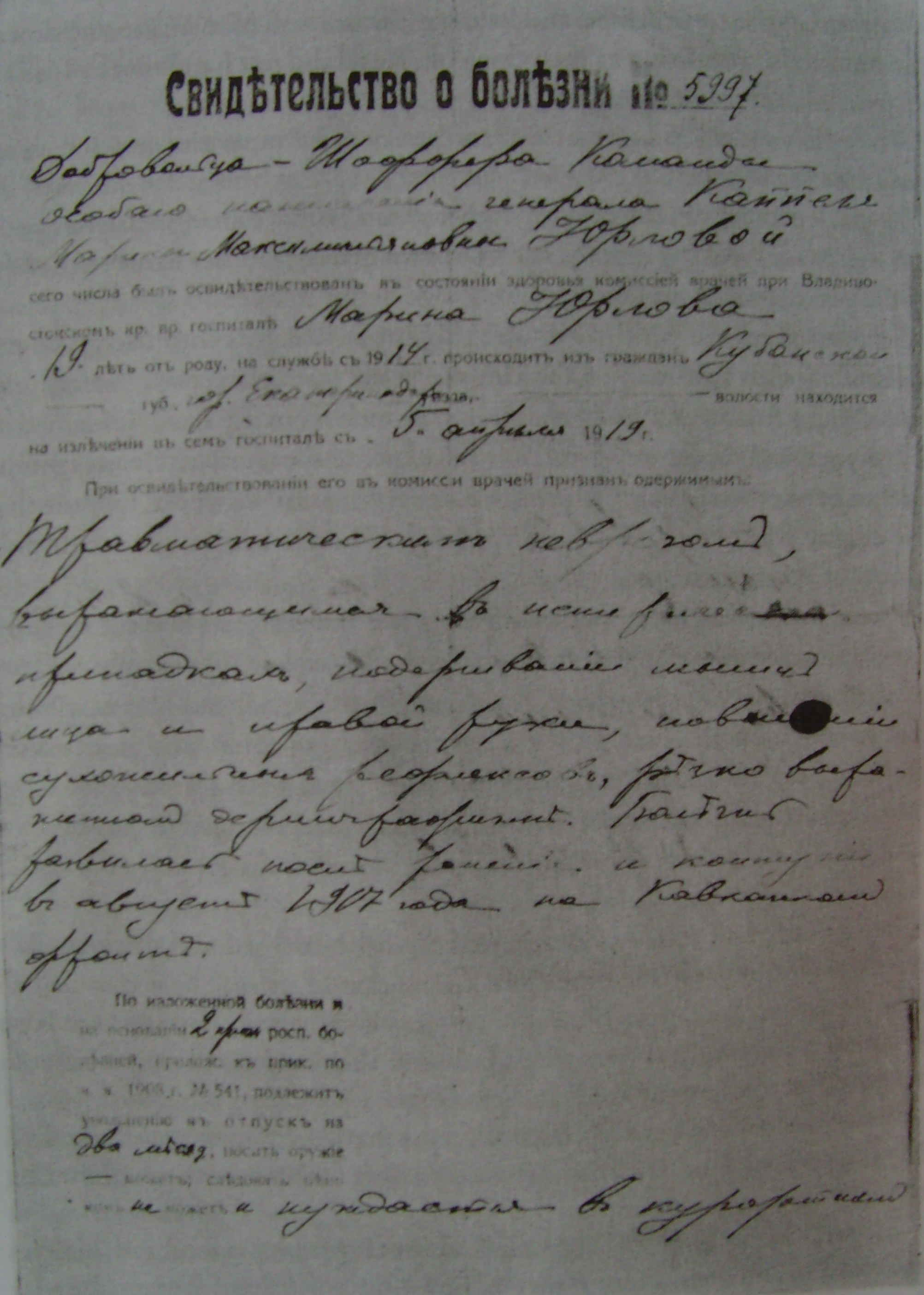
Certificat médical 1919.

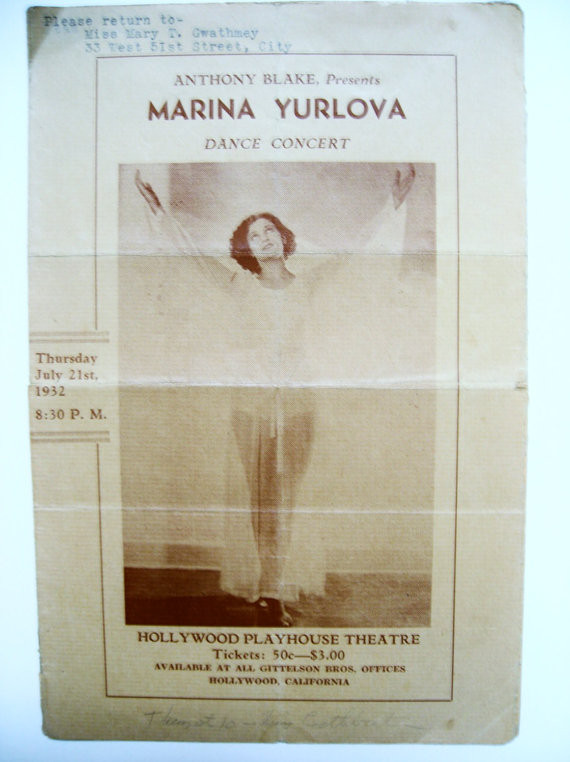
Livret d'un spectacle de Marina Yurlova 1932.

Le témoignage de Marina Yurlova ne peut être vérifié dans le détail, néanmoins la préface de son second livre : Russia farewell ou The only woman (1936-1937), écrite par l'amiral britannique Mark Kerr (1864-1944), ayant joué un rôle important dans la Première Guerre mondiale, confirme la véracité du récit. Il existe aussi des photos de l'auteur et des reproductions d'un certificat d'invalidité de 1919, et d'un livret de spectacle de 1932.
Cossack girl a connu le succès et aussi des critiques aux États-Unis dans les années trente. Il n'a été réédité qu'en 2010 et traduit en français en 2015.
Le parcours de Marina Yurlova a inspiré très librement le personnage d'une série diffusée par Arte en 2014 : Des armes et des mots, illustrant des écrits d'acteurs ou de témoins de la Grande Guerre (le personnage de Marina Yurlova est joué par Natalia Witmer (de)).
On retrouve aussi son personnage dans la série -documentaire 1918-1939 : Les Rêves brisés de l'entre-deux-guerres diffusée sur Arte en septembre 2018 où son rôle y est interprété par l'actrice Natalia Witmer.

### Œuvres de Marina Yurlova
- Cossack girl, 1934 Macauley U.S.A. (OCLC 1198632).
- Russia Farewell, 1936 Michael Joseph London, (OCLC 504219701), édité sous le titre : The Only Woman, 1937 Macaulay, New York, (OCLC 2236944).

### Pièce de théâtre d'aprèsCossack girl
- The Mad Tzars 1937 (en ligne).
- Cossack girl : 2010 Heliograph Somerville U.S.A.  (ISBN 978-1-930658-70-7).

### Traduction française
- Fille de cosaque, 2015 (traduction Jean-Claude Drouin) l'Harmattan Paris.  (ISBN 978-2-343-05646-3).

### Livres en anglais et en allemand évoquant Marina Yurlova
- First world war encyclopedia, John Simkin.Kindle Edition, 2012 Spartacus Educational  (ISBN 9781873598085).
- (en) Kathryn Atwood, Women heroes of World War I : 16 remarkable resisters, soldiers, spies, and medics, Chicago, Illinois, Chicago Review Press, Incorporated, coll. « Women of action », 2014, 246 p. (ISBN 978-1-61374-686-8, OCLC 863596695, lire en ligne).
- (en) David Bullock, The Russian Civil War, 1918-22, New York, Osprey Publishing, coll. « Osprey guide to...; Modern warfare. », 2014, 212 p. (ISBN 978-1-4728-1032-8, OCLC 913409699, lire en ligne).
- Daniel Cook et Dr John Wall, Children and armed conflict : cross-disciplinary investigations, Houndmills, Basingstoke, Hampshire, UK New York, Palgrave Macmillan, 2011, 265 p. (ISBN 978-0-230-30957-9 et 978-0-230-30769-8, OCLC 745865939, lire en ligne).
- (en) David Rosen, Child soldiers : a reference handbook, Santa Barbara, Calif, ABC-CLIO, 2012, 323 p. (ISBN 978-1-59884-526-6 et 978-1-598-84527-3, OCLC 729344416, lire en ligne).
- Elisabeth Shipton, Female Tommies : The Frontline Women of the First World War, Stroud, Gloucestershire England, History Press, 2014, 449 p. (ISBN 978-0-7524-9143-1 et 978-0-750-95748-9, OCLC 888124321).
- Kosak Maria. Erinnerungen einer Frontkämpferin aus Krieg und Revolution. Schützen-Verlag, Berlin 1937, (OCLC 72396616)
- Kleine Hände im Großen Krieg. Kinderschicksale im Ersten Weltkrieg. Yuri und Sonya Winterberg, Aufbau-Verlag digital, Berlin 2014,  (ISBN 978-3-8412-0742-5).